# Mdiapp
mdiappは、nattou.orgによって開発されたPC用グラフィックソフトウェア（ペイントツール）である。
作者のサイトにてシェアウェアの「mdiapp+」として公開されているほか、mdiappと同じ開発者が手掛けるopenCanvasやFireAlpacaなどとともに、PGNをパブリッシャーとしてソフトウェア配信プラットホームのSteamにて「mdiapp+ SE」としても販売されている。
2024年2月をもって開発を停止。以後はFireAlpacaに開発リソースを集中するとのこと。

## 概要
漫画からイラストまで、幅広く使用できるペイントツールである。特に、DTP的な編集機能よりもペンで描くことを重視したツールとされており、その機能が充実している。openCanvasの開発者が製作しているため、インターフェースが類似しているほか、同じくnattou.orgが開発しメディバンから販売されている「MediBang Paint」(FireAlpacaのOEM)とも操作性が類似している。
デリーター社がかつて販売していた漫画制作ソフトのComicWorks、PGN社がかつて販売していた漫画制作ソフトのコミラボはmdiappのOEMであった。
もともとはソフトウェア販売サイトのベクターにてnattou.org（作者本人）をパブリッシャーとして「mdiapp」として販売されていたが、売れ行きが悪いために2014年に販売を停止した。一方で、作者のサイトで「mdiapp」の開発版である「mdiapp+」が公開されており、OEM先であるコミラボを販売するPGNのサイト「portalgraphics」でもコミラボの開発版「コミラボ+」として公開されていた。
2017年11月にportalgraphicsにおけるコミラボの販売が停止され、コミラボの新バージョン「コミラボ+」は「mdiapp+ SE」として、PGNをパブリッシャーとしてSteamで販売されることになった。そのため、現在は「mdiapp+」が正式版である。
Windows Mobile（5.0以降）用のmdiapp mobileも存在する。かつてはフリーウェア版のmdiapp lightも存在した。
漫画家の宇河弘樹がmdiappを愛用しており、Steam版のパッケージを手掛けている。

## 機能面の特徴
- カラーレイヤー（32bpp）の他に省メモリな1bpp,8bppレイヤーを扱うことができる。
- ベクターレイヤーで文字入力、ポリゴンデータ (*.obj) の読み込みが可能である。
- 並行、放射、同心円などのブラシスナップ機能が使える。

## 名前の由来
mdiappとは、ボーランド製のアプリケーション開発用ソフトウェアで使われるMultiple Document Interface (MDI) アプリケーションの初期名称である。
Steam版の「mdiapp+ SE」は「Manga Drawing Application」の副題がついている。